# 纳赛尔·塞巴加拉
纳赛尔·塞巴加拉（英語：Nasser Ntege Sebaggala，1947年11月15日—2020年9月26日），乌干达商人、政治人物。曾任坎帕拉市长。

## 生平
1947年11月15日生于乌干达首都坎帕拉。1971年伊迪·阿敏上台后，开始驱逐国内所有的亚裔人士。纳赛尔借机收购了一家大型超市，积累了不少的财富。1998年，成功当选坎帕拉市长。他是民主黨党员。1998年6月，他因欺诈罪在美国被捕。1999年2月，他被判处15个月有期徒刑，1999年12月获得假释。2000年2月回到坎帕拉，受到热烈欢迎，并考虑参加2001年总统大选。
他曾表示会参加2006年总统选举，但中途退出竞选，并支持基士圖。他曾在乌干达政府担任不管部长。2020年9月26日逝世。